# Abbaye Sainte-Colombe de Blendecques
Abbaye Sainte-Colombe est une abbaye de religieuses de l'Ordre cistercien fondée en 1186 à Blendecques, dans le département du Pas-de-Calais.
L'abbaye s'appela également ''Ecclesia sanctæ Columbæ de Blendeka (1186) ou Monasterium sanctæ Mariæ de Sanctâ Columbâ de Blendeska.

## Historique
La charte de fondation, datée de 1182, précise que c'est Ghislon d'Aire ou Ghison d'Aire qui dota le monastère. Cette charte a été validée par l’évêque de Thérouanne Didier dès 1186, après consultation de l'archevêque de Reims, son métropolitain, et avec l'assentiment du comte de Flandre Philippe d'Alsace, et de sa femme Mathilde de Portugal, et autorisée par le pape Clément III en 1189.
Elle dépendait à sa fondation de l'Abbaye de Clairmarais.
Le cloître comprenant les bâtiments claustraux et la chapelle a été construit en quadrilatère autour d'un jardin.
L'abbaye reçoit de nombreux biens après sa fondation : en 1186, Philippe d'Alsace, comte de Flandre,  lui donne des droits, des fiefs et des revenus. En 1211, l'abbaye échange avec l'abbaye de Saint-Bertin de Saint-Omer, un bien possédé à Arques par Bodin, chapelain et fondateur de Sainte-Colombe, contre un bien situé à Blendecques, dit terre de saint Folcuin (Folquin de Thérouanne).
L'Abbaye de Bonhem, fondée en 1223 par Béatrix de Bourbourg (famille de Bourbourg),  comtesse de Guînes et châtelaine de Bourbourg, détruite par les Anglais, ne comportant plus que deux dames, fusionne en 1395 avec l'Abbaye Sainte-Colombe et ses biens y furent transportés.
Le quartier abbatial fut construit vers 1640 par Anne 1 l'Enfant (trente quatrième abbesse), nièce de Françoise d'Ermine d'Aire (32e Abbesse) installée par Dom Morand de Bloemme (46e abbé) de Clairmarais. Chaque façade est composée d'un double rang de trente fenêtres avec chacune un fronton.
Le maréchal Jean de Gassion (1609-1647)  donna ordre le 28 septembre 1644 au comte de la Feuillade d'attaquer l'abbaye qui fut endommagée par quelques coups de canons. Le maréchal y séjourna ensuite quelques jours.
Après la Révolution française (1789), elle fut vendue comme « bien national ». 
Le couvent et la chapelle seront détruits après l'achat en 1793 par Jacques Bommiez, marchand à Saint-Omer. Désormais, il ne subsiste que le quartier abbatial, le porche d'entrée et la ferme construite en 1770.

## Armoiries
- Colombe d'argent avec une crossette d'or dans un champ de sable.

## Monuments Historiques
- Les vestiges de l'ancienne abbaye sont : un bâtiment d'entrée (façades et toitures) ; un portail ouvrant sur le palais abbatial  un palais abbatial (façades et toitures) et son escalier monumental ; les vestiges du mur méridional de l'église ; des restes des bâtiments de la ferme : corps de logis et grange en retour (façades et toitures) ; mur d'enceinte ; sol et sous-sol des parcelles (cad. AM 195, 196 ; AN 4, 5, 7, 8, 12, 23, 788, 790, 807, 808, 810 à 812, 814, 817, 818, 855 à 860, 863, 864) : inscription par arrêté du 27 juin 1991[9].

## Domaine
Un refuge de l'abbaye était situé à Hesdin.

## Hydrologie

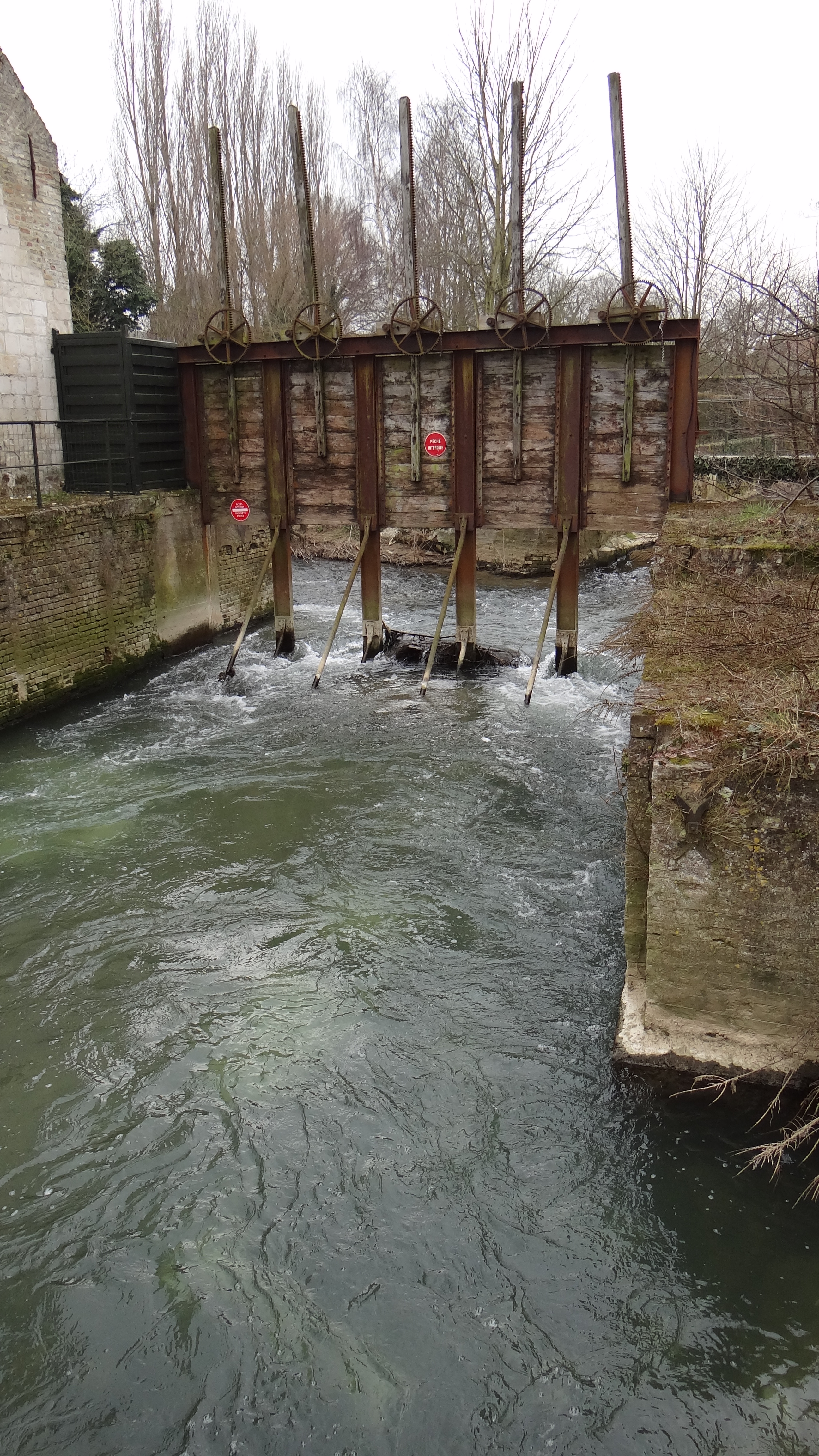
Reste du vannage de l'un des anciens moulins de Blendecques sur l'Aa

L'abbaye Sainte-Colombe est située entre le plateau d'Helfaut et le plateau de Longuenesse dans la vallée de l'Aa, sur un terrain situé en bordure du cours d'eau, le bâtiment étant construit dans le lit majeur du fleuve dont le courant était autrefois utilisé par de nombreux moulins. En période de crue le débit du cours d'eau peut atteindre 60 m3/s, mais son débit moyen est de 10 m3/s.

## Photothèque

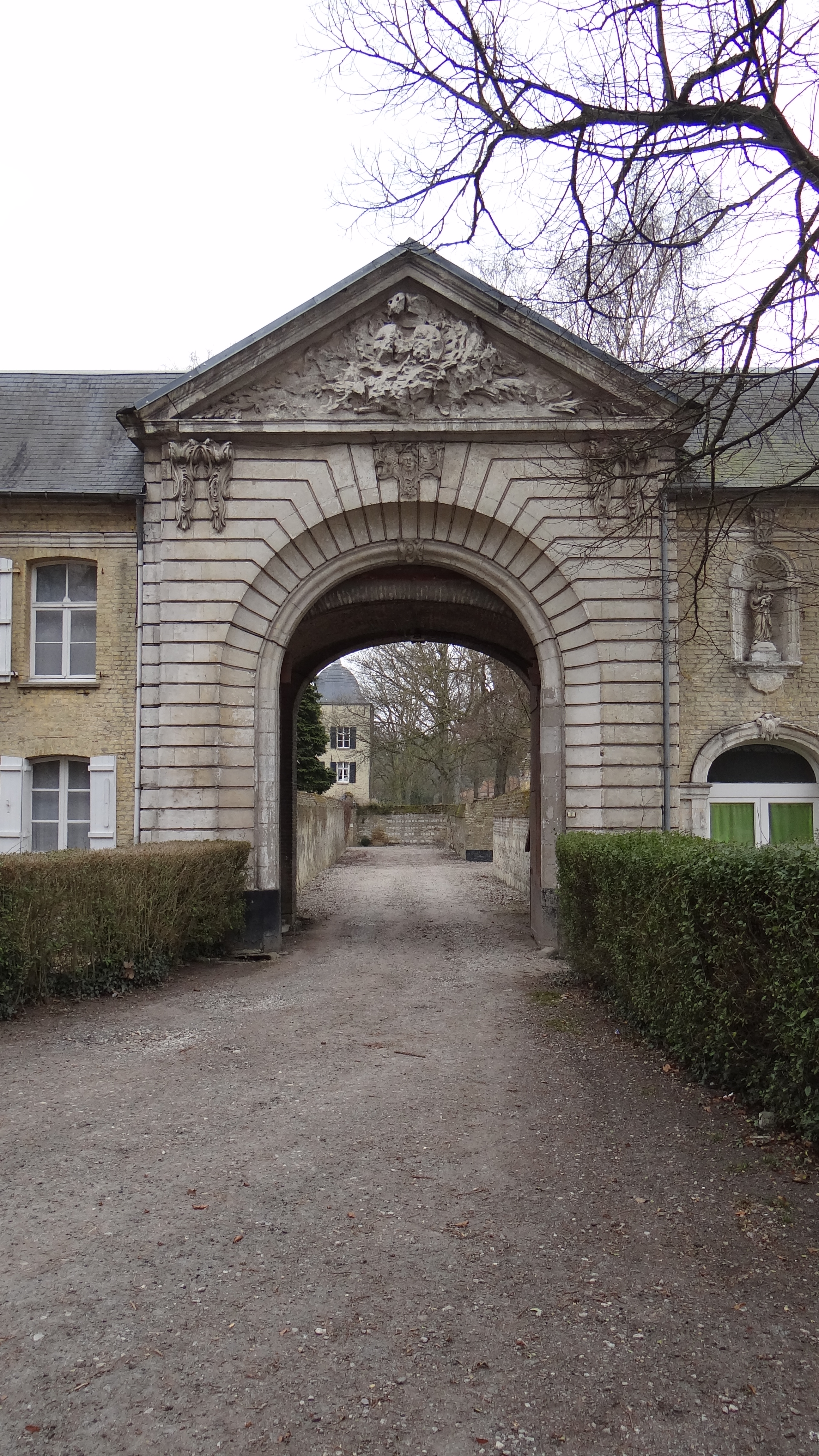
Porche d'entrée
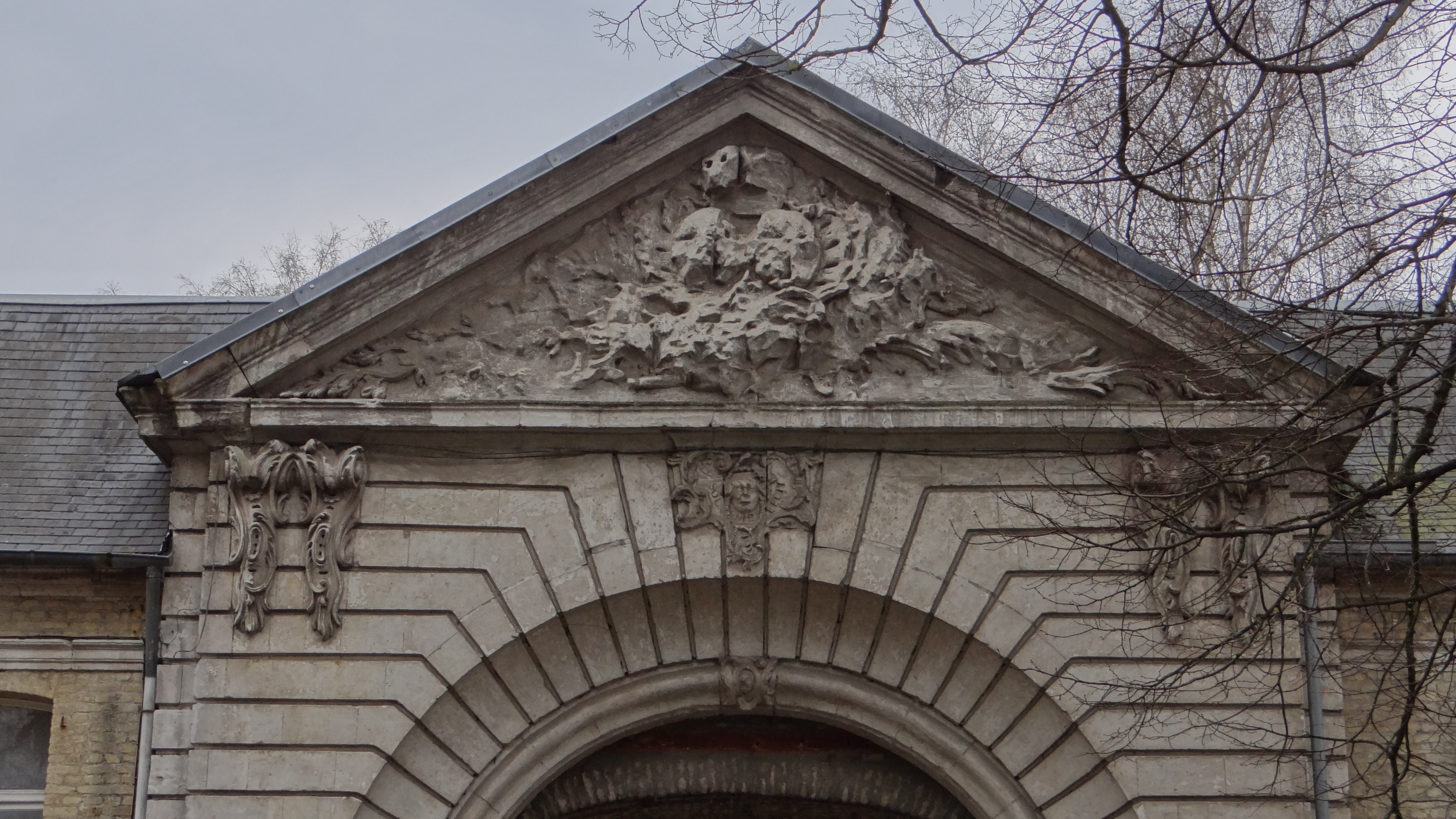
Fronton du porche d'entrée
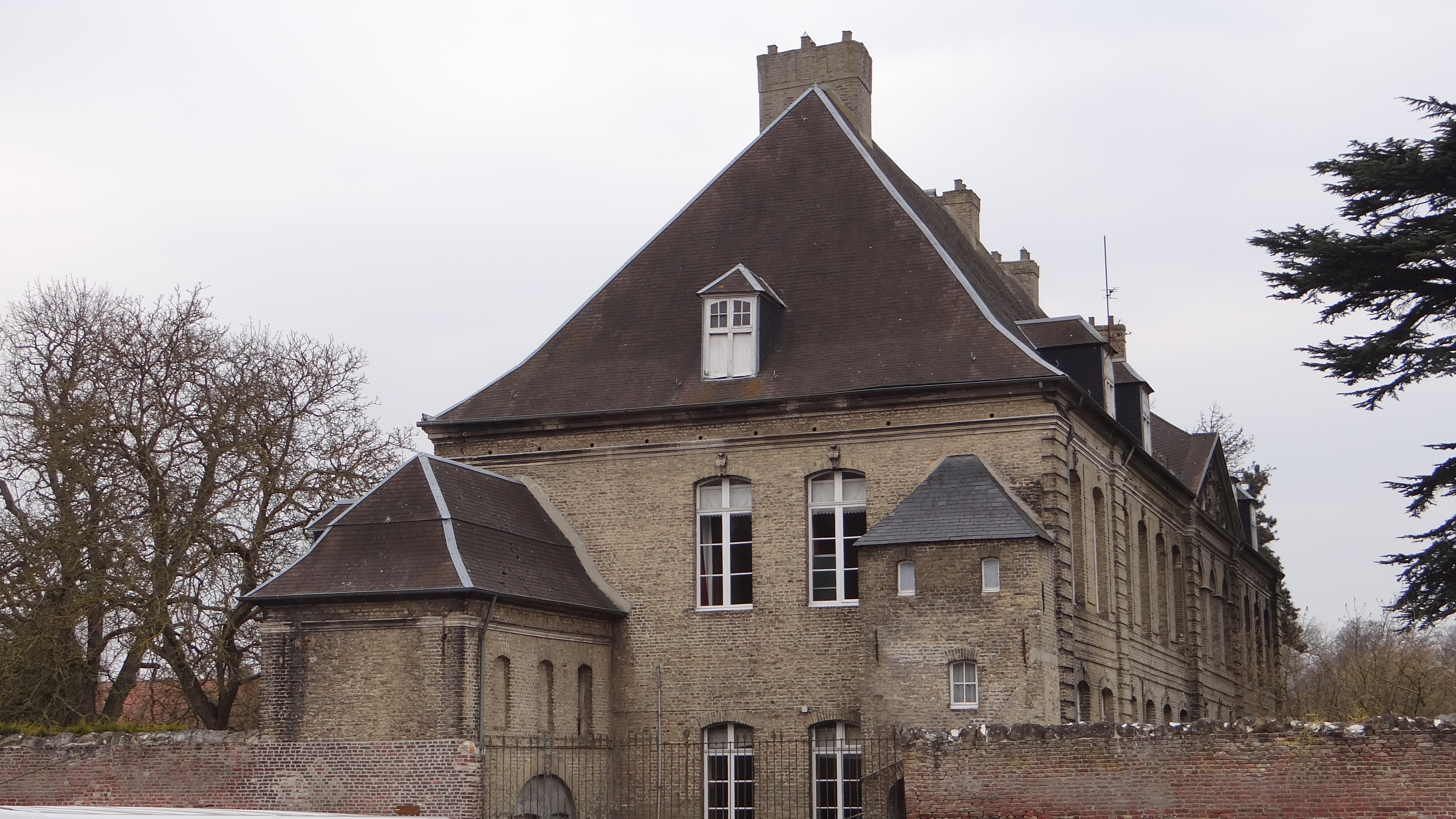
Quartier abbatial de l'Abbaye Sainte-Colombe de Blendecques

## Personnalités  liées
- Béatrix de Guînes, fille du comte de Guînes Arnould III de Guînes et d'Alix de Coucy,  abbesse (? 1287).
- Austreberthe de Fiennes, abbesse au début du XVIIIe siècle[10].